# Vivo (中国の企業)
Vivo（ヴィーヴォ、ビボ）は、中華人民共和国の広東省東莞市に本社を置くスマートフォンメーカーである。
2017年現在、スマホ市場で中国3位・世界5位のシェアを持ち、OPPOを含む歩歩高電子（BBK）グループ全体では実質的に中国1位・世界2位のシェアを持つ。

## 概要
2009年に中国の歩歩高電子の子会社として設立された。スマートフォン製造を始めとして、そのアクセサリーやソフトウェア、オンラインサービスなどを展開している。
2012年に世界最薄のスマートフォンであるVivo X1を発売し、2013年にはVivo Xplay3Sという世界初の2Kディスプレイ搭載モデルを発売したことで知られている。
2018年には、世界初のディスプレイに指紋センサーを内蔵した、「X20 Plus UD」をリリースした。